# ČSD-Baureihe 455.1
Die Fahrzeuge der ČSD-Baureihe 455.1 waren vierfachgekuppelte Personenzug-Schlepptenderlokomotiven der Tschechoslowakischen Staatsbahnen (ČSD).

## Geschichte
Die zehn Lokomotiven der Reihe 455.1 waren die ersten für die ČSD entwickelten Dampflokomotiven, die nicht mehr auf Konstruktionen der ehemaligen k.k. Staatsbahnen (kkStB) basierten. Sie wurden 1924 von Českomoravská-Kolben a.s (ČMK) in Prag für die Strecken der verstaatlichten Kaschau-Oderberger Bahn gebaut. Die Lokomotiven wurden zunächst als Reihe 445.1 gefertigt und geliefert. Die 445.110 war die 1000. bei ČMK gebaute Lokomotive.
Beheimatet wurden alle Lokomotiven in Košice. Um 1930 wurden bei ihnen die zulässige Geschwindigkeit durch Vergrößerung des Raddurchmessers erhöht, und die Lokomotiven erhielten daraufhin die Bezeichnung 455.1. Während des Zweiten Weltkrieges gehörten sie zum Bestand der Slovenské železnice (Slowakische Eisenbahn; SŽ). Nach 1945 gehörten sie zum Depot Žilina, wo sie im Zusammenhang mit der Elektrifizierung ihrer Stammstrecken bis 1964 ausgemustert wurden.
Von der ČSD-Baureihe 455.1 blieb kein Exemplar museal erhalten.